# Banovina del Litoral
La banovina del Litoral fue una de las banovinas en las que se dividió el Reino de Yugoslavia entre los años 1929 y 1941 (aunque de facto se perdió su control desde 1939, cuando se fusionó en la banovina de Croacia). Su actual situación se puede encontrar con la zona costera de Split, en la actual Croacia, y la breve zona costera de Bosnia y Herzegovina. Su ciudad capital fue Split.

## Fronteras

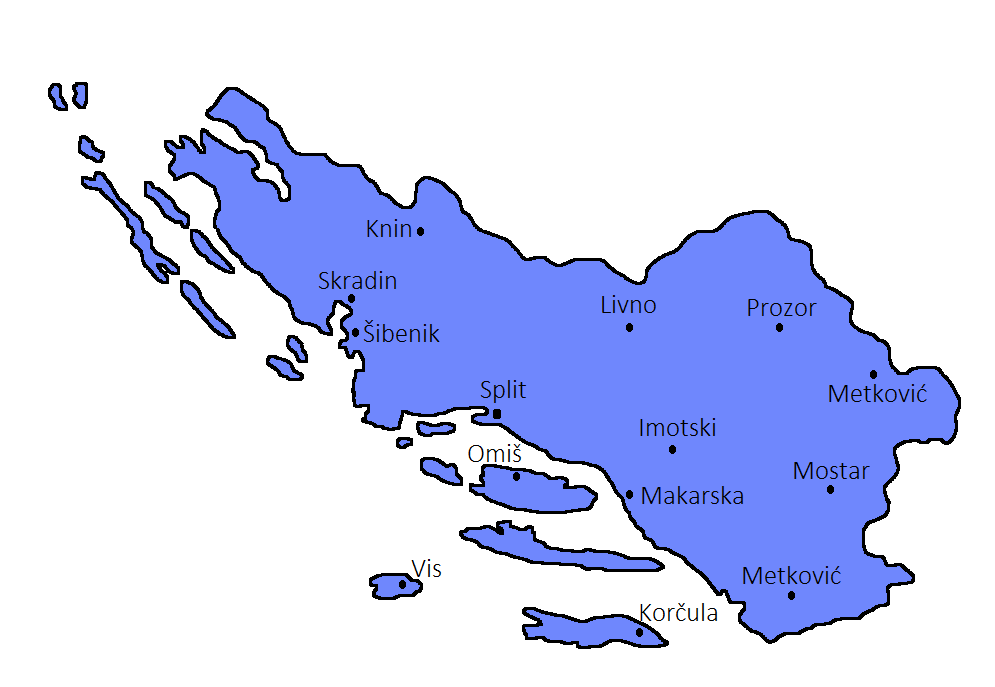
Mapa de la banovina del Litoral

De acuerdo con la constitución del Reino de Yugoslavia de 1931:

La banovina del Litoral estará rodeada por el norte por y por el sur por las anteriores fronteras de la Banovina del Sava y de Vrbas tan lejos como la intersección de los límites de los tres distritos de Jajce, Bugojno y de Travnik (hito en la colina de Rakovce, N° 1217). Desde éste punto el límite fronterizo de la Banovina sigue a la frontera oeste del distrito de Bugojno, luego la frontera norte en el distrito de Konjic, y continúa a lo largo del límite oriental de los distritos de Konjic y Mostar hasta la intersección de las fronteras de los distritos de Mostar, Stolac, y Nevesinje. Esta luego continúa a lo largo del límite oriental del distrito de Stolac, el cual incluye. En el Adriático, la frontera de la Banovina pasa a través de los canales del Neretva y Pelješac para luego unirse en la frontera marítima del Estado.

## Historia
En 1939, la Banovina del Litoral surge de la Banovina del Sava, luego, su totalidad y varias partes de algunas provincias vecinas se usaron para crear la Banovina de Croacia.
En 1941, durante la 2da guerra mundial, los poderes aliados ocuparon militarmente las áreas del Banato del Litoral. Las áreas costeras de Split hasta Zadar fueron anexadas por la Italia fascista. Las áreas restantes hicieron parte de la Croacia pronazi gobernada por los Ustacha (extremistas). Ésta sería la tristemente célebre área de la Croacia ocupada por los nazis.
Tras el final de la guerra, la región sería dividida entre Croacia y Bosnia-Herzegovina, cuando la región pasó a control de una nueva entidad federal dentro de la Yugoslavia socialista.

## Banes
- Ivo Tartaglia (1929–1932)
- Josip Jablanović (1932–1935)
- Mirko Buić (1935–1939)